# Balh
Balh (perzijsko بلخ, latinizirano: Balkh, baktrijsko βαχλο, ẞaxlɔ: Bahlo, Bahlɔ) je bilo starodavno mesto, središče budizma, sufizma in zaratustrstva v sedanjem severnem Afganistanu. Sodobni Balh je zdaj majhno mesto v provinci Balh, približno 20 km severozahodno od upravnega središča province Mazar-e Šarifa in 74 km južno od reke Amu Darje in meje med Afganistanom in Uzbekistanom. V preteklosti je bil največje mesto v Horasanu. Marko Polo ga je opisal kot razkošno in veličastno mesto. V letih 2021–2022 je državni urad za statistiko in informacije poročal, da je imelo mesto 138.594 prebivalcev. Kot osmo največje naselje v državi je po neuradnih ocenah za leto 2024 prebivalstvo približno 114.883 ljudi.
Zgodovinsko gledano je bilo mesto današnjega Balkha zelo cenjeno zaradi njegovega verskega in političnega pomena v Ariani. Središče zaratustrstva in budizma je bilo starodavno mesto Perzijcem poznano tudi kot Zariaspa, Grkom pa kot Bactra, po čemer je nastalo ime Baktrija. Kot tako je bilo znano kot glavno mesto Baktrije ali Toharistana. Italijanski raziskovalec in pisatelj Marco Polo je pred mongolskimi osvajanji opisal Balkh kot »plemenito mesto in velik sedež učenja«. Večina starega mesta je v razvalinah, ki so približno 12 kilometrov od desnega brega sezonsko tekoče reke Balh, na nadmorski višini približno 365 metrov.
Medtem ko je to eno od etnično raznolikih naselij v Afganistanu, Tadžiki predstavljajo znaten del prebivalstva Balha in to mesto stalno naseljujejo že tisočletja. Glavni jezik mesta je darijščina, ki ga govori velika večina. Okolica Balha je še posebej znana po svojih arheoloških najdiščih, ki potrjujejo prisotnost številnih različnih civilizacij, ki so vplivale na mestno družbo v različnih obdobjih.
Pred mestom je bil velik budistični samostan, kasneje znan kot Naubahar ali Nava Vihāra (sanskrt).
Francoski budistka Alexandra David-Néel z Balhom povezuje mitološko kraljestvo Šambala in domneva, da ime Balh izvira iz staroperzijskega izraza Šam-i-Bala, ki pomeni 'vzvišena svetloba'. Gurdjieffian J. G. Bennett špekulira, da je bil Šambala baktrijski sončni tempelj Šams-i-Balh.

## Zgodovina
Balh je bil domnevno prvo mesto, v katerega so se v obdobju 2000-1500 pr. n. št. preselila plemena iz zgornjega porečja Amu-Darje (v grščini znano tudi kot Oxus). Arabci so ga zaradi njegove častitljive starosti imenovali Umm Al-Belaad – Mati mest. Mesto je bilo tradicionalno središče zaratustrstva. Ime Zarisaspa, ki je ali drugo ime za Balh ali ime dela mesta, bi lahko izhajalo iz imena pomembnega zoroastrskega svetišča ognja Azar-i-Asp. Za Balh se domneva, da je prav v njem Zaratustra prvič oznanjal svojo vero in v njem tudi umrl.
Vendar so šele pred kratkim francoski arheologi pod vodstvom Johanne Lhullier in Julia Bendezu-Sarmienta našli arheološke ostanke pred letom 500 pr. n. št. v delu, imenovanem Bala Hissar, ki je citadela mesta. To prvo naselbino so datirali v starejšo železno dobo (obdobje Yaz I., ok. 1500-1000 pr. n. št.) in se nadaljevalo do predahemenidskega časa (obdobje Yaz II, ok. 1000-540 pr. n. št.). Bala Hissar je na severu najdišča in je ovalne oblike, s površino okoli 1500 krat 1000 m² (približno 150 hektarjev), na jugu pa je spodnje mesto. Druga gomila na tem mestu, znana kot Tepe Zargaran in severni utrdbni zid Balha, sta bila zasedena v velikem obsegu v času Ahemenidov (obdobje Yaz III., ok. 540-330 pr. n. št.).
Ker je bil Balh središče prvega indo-iranskega kraljestva  (Baktrija, Daksia, Buhdi), so nekateri znanstveniki prepričani, da so se Indo-Iranci ravno od tu v več valovih razširili v severovzhodni Iran in Sistan, kjer so postali sedanji sedanji Perzijci, Tadžiki, Paštuni in Baluči. Regija, ki je zaradi podnebnih  sprememb zdaj pustinja, je bila v antiki zelo rodovitna. Ustanovitev kraljestva se pripisuje Gajomartu, po perzijski legendi prvemu kralju na svetu. Balh je bil že zelo zgodaj rival Ekbatane, Niniv in Babilona.
Armenski viri navajajo, da je bil Balh prestolnica Arsakidske dinastije Partskega cesarstva. Po izročilu je v mestu stal starodaven Anahitin tempelj, tako bogat, da je stalno izzival plenilce. Aleksander Veliki se je po uboju kralja Balha poročil z Roksano Baktrijsko. Balh je postal prestolnica Grško-baktrijskega kraljestva, katero so tri leta (208-206 pr. n. št.) oblegali Selevkidi. Po razpadu Grško-baktrijskega  kraljestva so do prihoda Arabcev v njem vladali Indo-Skiti, Parti, Indo-Parti, Kušani, Indo-Sasanidi, Kidariti, Heftaliti in Sasanidi.

### Starodavna baktrijska religija
Baktrijski dokumenti - v baktrijskem jeziku, napisani od 4. do 8. stoletja - dosledno spominjajo na imena lokalnih božanstev, kot sta na primer Kamird in Vakhš, kot priče pogodb. Dokumenti prihajajo z območja med Balhom in Bamijanom, ki je del Baktrije.

### Zaratustrstvo in budizem
Balh je budistom dobro znan kot rojstni kraj Trapuse in Bahalike, dveh trgovcev, ki sta po svetih spisih postala Budova prva učenca. Bila sta prva, ki sta Budi ponudila hrano, potem ko je dosegel razsvetljenje, v zameno pa jima je Buda podaril osem svojih las, da bi se ga spominjala. Po nekaterih poročilih sta se Trapusa in Bahalika vrnila v Balh in zgradila dve stupi po navodilih Bude. Balh je zato poimenovan po Bahaliki, ki je zaslužen za uvedbo budizma v mesto. To se odraža v literaturi, kjer se mesto imenuje Balhika, Bahlika ali Valhika. Prvi budistični samostan (vihara) v Balhu je bil zgrajen za Bahalika, ko se je vrnil domov, potem ko je postal budistični menih.
Kitajski romar Fašjan (337-422 n. št.) je v zgodnjem 5. stoletju odpotoval v to regijo in ugotovil, da hinajana budizem prevladuje v Šan Šanu, Kuči, Kašgarju, Ošu, Udajani in Gandari. Kasneje je kitajski menih Šuandzang (602–664 n. št.) leta 630 n. št. obiskal Balh, ko je bil cvetoče središče budizma Hinajana. Po njegovih spominih je bilo v času njegovega obiska v mestu ali njegovi bližini okrog sto budističnih samostanov. Bilo je 3000 menihov in veliko število stup in drugih verskih spomenikov. Šuandzang je tudi pripomnil, da so hunski vladarji Balha, ki so bili potomci indijskega kraljevega staleža, široko prakticirali budizem.
V 8. stoletju je korejski menih in popotnik Hječo (704–787 n. št.) zapisal, da so tudi po arabski invaziji prebivalci Balha še naprej izvajali budizem in sledili budističnemu kralju. Opozoril je, da je takratni kralj Balha pobegnil v bližnji Badakšan.
Najimenitnejši budistični samostan je bil Nava Vihara ('Novi tempelj'), ki je imel ogromen kip Gautame Bude. Stoji v bližini mesta Balh in je služil kot romarsko središče za politične voditelje, ki so prihajali od daleč, da bi se mu poklonili. Malo pred arabskim osvajanjem je samostan postal zaratustrski tempelj ognja. Nenavadno omembo te stavbe najdemo v zapisih geografa Ibn Havkala, arabskega popotnika iz 10. stoletja, ki opisuje Balh kot zgrajen iz gline, z obzidjem in šestimi vrati ter se razteza za polovico parasanga. Omenja tudi grad in mošejo.
Veliko sanskrtskih medicinskih, farmakoloških in toksikoloških besedil je bilo prevedenih v arabščino pod pokroviteljstvom Khalida, vezirja Al-Mansurja. Khalid je bil sin glavnega duhovnika budističnega samostana. Nekateri člani družine so bili ubiti, ko so Arabci zavzeli Balh; drugi, vključno s Khalidom, so preživeli s spreobrnitvijo v islam. Kasneje bodo postali znani kot Barmakidi iz Bagdada.

### Judovstvo
Sanherib, ki je vladal Neoasirskemu cesarstvu od leta 705 do 681 pr. n. št., naj bi prisilno preselil nekaj Izraelcev v Balh, potem ko jih je med asirskim ujetništvom razlastil iz Izraelskega kraljestva. To poročilo je obravnavano v delih egipčanskega zgodovinarja Al-Makrizija, ki je zapisal, da sta se prihod in uveljavitev Judov v Balhu zgodila v luči Sanheribovega pohoda na Levant. Poleg tega so številni geografi iz arabskega sveta potrdili obstoj spomenika, imenovanega Bāb al-Jahūd (lit. 'Judovska vrata') in naselja, imenovanega al-Jahūdija na mestu Balh. Nekateri muslimani verjamejo, da je izraelski prerok Jeremija med babilonskim ujetništvom pobegnil v Balh in da je bil tam pokopan izraelski prerok Ezekiel, čeprav Judje častijo Ezekielovo grobnico v današnjem Iraku kot kraj njegovega zadnjega počivališča.
Judovska skupnost v Balhu je bila nadalje opažena v Gaznavidskem imperiju v 11. stoletju, ko so bili Judje prisiljeni vzdrževati vrt za Mahmuda iz Gaznija in plačati manjšinski davek v višini 500 dirhamov. Glede na judovsko ustno zgodovino so pod Timurjem iz Timuridskega cesarstva Judje v Balhu dobili lastno zaprto mestno četrt, v kateri so živeli.
Še leta 1885 je v Balhu obstajala precejšnja judovska skupnost, kot je potrdil britanski upravitelj Charles Yate po drugi anglo-afganistanski vojni: »precejšnja kolonija Judov, ki imajo ločeno četrt vasi zase, in se je pojavila, kolikor smo lahko presodili, za moške lepega videza z najbolj nezmotljivo judovskimi potezami.«
Hivi al-Balkhi, ekseget in biblijski kritik iz 9. stoletja, je bil rojen v Balhu in za katerega se splošno verjame, da je bil buharski Jud, vsaj po etnični pripadnosti, saj so nekateri učenjaki trdili, da je bil praktičen gnostični kristjan.

### Arabska osvajanja in islamizacija
V času islamskega osvajanja Perzije v 7. stoletju pa je Balh predstavljal postojanko odpora in varno zatočišče za perzijskega cesarja Jazdegerda III., ki je tja pobegnil pred Omarjevo vojsko. Kasneje, v 9. stoletju, med vladavino Ja'kuba bin Laitha as-Saffarja, je islam postal trdno zakoreninjen pri lokalnem prebivalstvu.
Arabci so zasedli Perzijo leta 642 (v času Osmanovega kalifata, 644–656 n. št.). Pritegnila sta jih veličina in bogastvo Balha, zato so ga leta 645 napadli. Šele leta 653 je arabski poveljnik al-Ahnaf ponovno vdrl v mesto in ga prisilil k plačilu davka. Arabska oblast nad mestom pa je ostala šibka. Območje je bilo pod arabskim nadzorom šele potem, ko ga je leta 663 n. št. ponovno osvojil Muavija I.. Profesor Upasak opisuje učinek te osvojitve s temi besedami: »Arabci so plenili mesto in brez razlikovanja pobijali ljudi. Rečeno je, da so vdrli v znamenito budistično svetišče Nava-Vihara, ki ga arabski zgodovinarji imenujejo 'Nava Bahara' in opisujejo kot enega od veličastnih krajev, ki je obsegal vrsto 360 celic okoli visokih stup, ki so jih oropali in dragulji so bili posejani na številnih podobah in stupah in so odnesli bogastvo, nakopičeno v Vihari, vendar verjetno niso povzročili večje škode drugim samostanskim stavbam ali menihom, ki so tam prebivali.«
Arabski napadi niso imeli velikega vpliva na normalno cerkveno življenje v samostanih ali na balško budistično prebivalstvo zunaj. Budizem je še naprej cvetel z njihovimi samostani kot središči budističnega učenja in usposabljanja. Učenjaki, menihi in romarji iz Kitajske, Indije in Koreje so še naprej obiskovali ta kraj. Proti arabski vladavini v Balhu je prišlo do več uporov.
Arabski nadzor nad Balhom ni trajal dolgo, saj je kmalu prišel pod oblast lokalnega princa, vnetega budista, imenovanega Nazak (ali Nizak) Tarkan. Leta 670 ali 671 je pregnal Arabce s svojih ozemelj. Vodilnega duhovnika (Barmaka) iz Nava-Vihare naj ne bi le ozmerjal, ampak ga je obglavil, ker je sprejel islam. Po drugem poročilu je, ko so Balh osvojili Arabci, glavni duhovnik Nava-Vihare odšel v prestolnico in postal musliman. To ni bilo všeč prebivalcem Balha. Bil je odstavljen in na njegovo mesto postavljen njegov sin.
Nazak Tarkan naj bi prav tako umoril ne le glavnega duhovnika, ampak tudi njegove sinove. Rešil se je le mladi sin. Mati ga je odpeljala v Kašmir, kjer se je učil v medicini, astronomiji in drugih vedah. Kasneje so se vrnili v Balh. Prof. Makbool Ahmed opaža: »Zamika se misliti, da družina izvira iz Kašmirja, saj so se v času stiske zatekli v dolino. Kakorkoli že, njihov kašmirski izvor je nedvomen in to tudi pojasnjuje globoko zanimanje Barmakov, v poznejših letih v Kašmirju, saj vemo, da so bili odgovorni za povabilo več učenjakov in zdravnikov iz Kašmirja na dvor v Abasidi.« Prof. Makbool se sklicuje tudi na opise Kašmirja v poročilu, ki ga je pripravil odposlanec Jahja bin Barmak. Domneva, da bi odposlanec morda obiskal Kašmir med vladavino Samgramapide II. (797–801). Omenjeni so bili modreci in umetnost.
Arabci so Balh uspeli spraviti pod svoj nadzor šele leta 715 našega štetja, kljub močnemu odporu Balhov v obdobju Omajadov. Kutajba ibn Muslim al-Bahili, arabski general, je bil guverner Horasana in vzhoda od leta 705 do 715. Arabcem je zagotovil trdno oblast nad deželami onkraj Oxusa. Boril se je in ubil Tarkana Nizaka v Toharistanu (Baktriji) leta 715. Po arabskem osvajanju so bili menihi Vihare bodisi ubiti bodisi prisiljeni opustiti svojo vero. Vihare so bile zravnane z zemljo. Neprecenljivi zakladi v obliki rokopisov v knjižnicah samostanov so bili zažgani. Trenutno delno stoji le starodavno obzidje mesta, ki ga je nekoč obdajalo. Nava-Vihara stoji v ruševinah blizu Takht-i-Rustama. Leta 726 je omajadski guverner Asad ibn Abdallah al-Kasri obnovil Balh in vanj namestil arabsko garnizijo, medtem ko je v svojem drugem guvernerstvu, desetletje pozneje, tja prenesel glavno mesto province.
Omajadsko obdobje je trajalo do leta 747, ko ga je Abu Muslim zavzel za Abaside (naslednjo dinastijo sunitskega kalifata) med Abasidno revolucijo. Mesto je ostalo v rokah Abasidov do leta 861, ko so ga leta 870 zavzeli Safaridi.

### Mongolsko osvajanje in uničenje
Leta 1220 je Džingiskan oplenil Balh, poklal njegove prebivalce in z zemljo zravnal vse stavbe, ki so bile sposobne obrambe – temu je bil v 14. stoletju znova izpostavljen od Timur Lenka. Ne glede na to pa bi ga Marco Polo (verjetno mislil na njegovo preteklost) še vedno lahko opisal kot plemenito mesto in velik sedež učenja. Kajti ko je Ibn Batuta obiskal Balh okoli leta 1333 med vladavino Kartidov, ki so bili do leta 1335 tadžiški vazali mongolskega Ilkanata s sedežem v Perziji, ga je opisal kot mesto, ki je še vedno v ruševinah: »Je popolnoma razpadlo in nenaseljeno, toda kdorkoli vidi mislil bi, da je naseljeno zaradi trdnosti njegove konstrukcije (saj je bilo veliko in pomembno mesto) in mošeje in šole ohranjajo svojo zunanjo podobo še danes, z napisi na svojih stavbah, vrezanimi z lapis modro barvo.«
Obnovili so ga šele leta 1338. Leta 1389 ga je zavzel Tamur in njegovo citadelo uničil, vendar je Šah Rukh, njegov naslednik, citadelo leta 1407 ponovno zgradil.

### 16. do 19. stoletja
Leta 1506 so Uzbeki vstopili v Balh pod poveljstvom Mohameda Šajbanija. Leta 1510 so jih za kratek čas izgnali Safavidi. Babur je vladal Balhu med letoma 1511 in 1512 kot vazal perzijskih Safavidov. Toda Buharski kanat ga je dvakrat porazil in bil je prisiljen se umakniti v Kabul. Balhu je vladala Buhara, razen vladavine Safavidov med letoma 1598 in 1601.
Mogulski cesar Šah Džahan se je v 1640-ih več let neuspešno bojeval z njimi. Kljub temu je Balhu od leta 1641 vladalo Mogulsko cesarstvo, leta 1646 pa ga je Šah Džahan spremenil v subah (cesarska provinca na najvišji ravni), ki je bil izgubljen leta 1647, tako kot sosednji Badakhšan Subah. Balh je bil vladni sedež Aurangzeba v njegovi mladosti. Leta 1736 ga je osvojil Nader Šah. Po njegovem umoru je lokalni uzbekistanski hadži kan leta 1747 razglasil neodvisnost Balha pod kanatom Maimana.
Leta 1751 je Balh zajel Ahmad Šah Durrani iz Durranijskega cesarstva.
Območje Balh je večino zgodnjega 19. stoletja upravljala uzbekistanska dinastija Kataghan s prestolnico v Khulmu, ki je samo nominalno priznavala suverenost Kabula. V tem obdobju je dinastija Katagan prav tako tekmovala z Buharo v meddinastičnih spopadih na celotnem območju. Šele z osvajanji Dost Mohamed Kana Kabulskega emirata v 1850-ih, ki so mu sledila osvajanja Abdur Rahman Kana leta 1888, je regija 'malega Turkestana' južno od Amu Darje (znana tudi kot reka Oxus) postala stalni del Afganistana. Do leta 1885 je Charles Yate poročal, da je mesto »nič drugega kot velika ruševina« in da ni bilo več kot 500 hiš, v katerih so večinoma živeli afganistanski naseljenci in zelo malo Uzbekov.
Leta 1866 je Balh po izbruhu malarije med sezono poplav izgubil svoj upravni status in ga prevzel sosednje mesto Mazar-e Šarif (Mazar-i-Sharif), približno 20 kilometrov jugovzhodno od Balha.

## Sodobni Balh
Modernizacija Balha se je začela leta 1934, ko je bilo zgrajeno osem ulic, več javnih stavb in bazarjev. V mestu je središče bombažne industrije, strojenja ovčjega krzna, ki je na Zahodu znano kot karakul (Karakulska ovca in poljedelskih pridelkov, zlasti mandljev in melon.
Arheološka najdišča in muzeji so v zadnjih vojnah predmet nezakonitih izkopavanj in kraje.

## Glavne znamenitosti

### Ruševine starodavnega Balha
Stare budistične stavbe so se izkazale za bolj trpežne od kasnejših islamskih. 
Stupa Top-Rustam ima pri temeljih premer 46 m, na vrhu pa 27 m. V notranjosti so štirje vkopani polkrožni oboki, do katerih od zunaj vodijo štirje prehodi. Zgrajena je iz na soncu sušenih kvadratnih zidakov s stranico 60 cm, debelih 10 do 13 cm. Takht-e Rustam (Rustamov prestol) ima obliko klina z različno dolgimi stranicami. Zgrajen je iz pregnetene zmesi blata in slame. Možno je, da gre za ruševine Nava Vihara, ki jih je opisal kitajski budistični menih Šuandzang (602–664). V soseščini so ostanki tudi številnih drugih stup.

### Druge zanimivosti
V Balhu in njegovi okolici tudi več drugih zanimivosti:
- ostanki obzidja, dolgi približno 10 km[34]
- severno od njega je drugo utrjeno območje, imenovano Balu Hisar[34]
- Tepe Zargaran je umetno zgrajena gomila s plastmi iz najmanj 2. stoletja n. št.
- s ploščicami obloženi timuridsko svetišče Khvaja Abu Nasr Parsa, zgrajeno leta 1460/1461
- medresa Sajid Subhan Kuli Kana iz 17. stoletja z enim ohranjenim ivanom
- svetišče in mošeja Khvaja Nasr Parsa
- grob Rabije Balhi, verjetno prve pesnice v zgodovini novoperzijske poezije
- izjemno lepo okrašena Mošeja z devetimi kupolami (Masjid-e Noh Gonbad), imenovana tudi Hadži Pijada, je najstarejši islamski spomenik v Afganistanu

### Muzeja
Muzej v Balhu je bil nekoč drugi največji muzej v Afganistanu, zdaj pa je v veliki meri izropan.
V Muzeju modre mošeje je islamska knjižnica, razstava predmetov, najdenih v ruševinah Balha, dela islamske umetnosti, vključno s Koranom iz 13. stoletja in zbirka afganistanske dekorativne in ljudske umetnosti.

## Slavni meščani
Nam najbolj znani osebi, rojeni v Balhu, sta bila perzijski islamski filozof, teolog, pravnik, pesnik in sufijski mistik Mejlana Dželaludin Rumi (1207-1273) in perzijski učenjak enciklopedične izobrazbe Ibn Sina (Avicena, okoli 980-1037).